# Paco Isidro
Paco Isidro, nombre artístico de Francisco Barrera García (Huelva, 6 de marzo de 1896 – 2 de julio de 1960) fue un cantaor flamenco español.
Hijo de un propietario de una empresa de alquiler de coches de caballos comenzó a ser conocido como “Paco el de Isidro” (por su padre) lo que evolucionó hasta Paco Isidro.  Al nombre de pila, de su padre Francisco (albañil), se le sumó el del cochero Isidro Jover Vidal, un viudo de Monóvar (Alicante), que amparó a esta familia como padre y esposo, dando calor y trabajo a los hijos de Josefa García Domínguez (18 años menor). Habiendo sido antaño vecinos en "Las Colonias", vivieron en la señera calle Rascón de Huelva. Podría decirse que, de su arraigo, construyó y condujo el mejor fandango de Huelva por el mundo. 
Por lo tanto, en su juventud trabajó en la empresa paterna. Cuando este transporte fue reemplazado por los taxis, se dedicó a ellos compaginando su trabajo con el cante, afición lejana a una familia señorial como la suya, siendo rápidamente reconocido por sus capacidades (tanto como cantaor como creador de nuevas coplillas y fandangos o en la Semana Santa de Huelva como intérprete de saetas). Actuó por diferentes localidades, ferias y festivales de toda Andalucía además de trabajar en el Teatro Pavón de Madrid. En una gira por Portugal entabló amistad en Estoril con Don Juan de Borbón. También realizó multitud de grabaciones de fandangos y sevillanas que todavía se conservan. 
La huella de este cantaor perduró tanto en la ciudad de Huelva que intérpretes posteriores le dedicaron coplillas que se convirtieron en legendarias: 
“Sevilla tú eres muy grande
pero Huelva te ganó
con un fandango alosnero
que Paco Isidro cantó
en lo alto del Conquero”
- Datos: Q6056895